# ヴィーコ・カナヴェーゼ
ヴィーコ・カナヴェーゼ（伊: Vico Canavese）は、イタリア共和国ピエモンテ州トリノ県に存在した、人口約800人の基礎自治体（コムーネ）。
2019年1月1日にメウリアーノ、トラウゼッラと合併してヴァルキウーザの一部となった。

## 地理

### 位置・広がり

#### 隣接コムーネ
コムーネとしてのヴィーコ・カナヴェーゼは、以下のコムーネと隣接していた。括弧内のAOはヴァッレ・ダオスタ州所属を示す。
- シャンポルシェ (AO)
- ポンボーゼ (AO)
- ヴァルプラート・ソアーナ
- クインチネット
- トラヴェルセッラ
- ブロッソ
- トラウゼッラ
- メウリアーノ
- レッソロ
- アーリチェ・スペリオーレ
- ルエーリオ

## 行政

### 分離集落
ヴィーコ・カナヴェーゼには、以下の分離集落（フラツィオーネ）がある。
- Drusacco, Inverso, Novareglia